# Hugo Savalli
Pour les articles homonymes, voir Savalli.
 (mai 2010).
Si vous disposez d'ouvrages ou d'articles de référence ou si vous connaissez des sites web de qualité traitant du thème abordé ici, merci de compléter l'article en donnant les références utiles à sa vérifiabilité et en les liant à la section « Notes et références ».
Hugo Savalli est un surfeur professionnel français. Hugo commence le surf à 7 ans, à l'école de surf des Roches Noires à l'île de la Réunion.  Il se passionne alors pour ce sport de glisse. Il participe rapidement aux compétitions du club de surf de la Réunion. Il intègre ensuite à 12 ans le centre de haut niveau de l'île.
En 1996, Hugo a 13 ans lorsqu’il participe à son premier championnat de France. Il est envoyé en cadet (moins de 16 ans) alors qu’il n’était que minime (moins de 14 ans). Hugo arrive quinzième et se fait remarquer par la marque town & country (marque hawaïenne de surfwear) qui sera son premier sponsor. 
Hugo est alors repéré par la fédération française de surf et invité à un premier stade de détection pour évaluer son potentiel.   
En 1997, Hugo fait troisième minime au championnat de France. Il est alors contacté par Quiksilver Réunion qui lui propose de participer à un 
camp d’entraînement Quiksilver en compagnie des meilleurs jeunes surfeurs de l’époque, en Australie. La marque devient alors son nouveau 
sponsor. 
En 1998, Hugo remporte le championnat de France en cadet. Il est alors sélectionné en équipe de France. Il fait vice-champion d’Europe la même année. Ensuite sélectionné pour les championnats du monde en junior (moins de 18 ans), il arrive quinzième au classement (meilleure performance de l’équipe junior de France). Quiksilver décide de l’intégrer dans le team Quiksilver Europe. 
En 1999, Hugo termine troisième au championnat de France en Cadet.
C’est à 16 ans qu’il décide de quitter l’Océan Indien pour intégrer le Sport études de Biarritz et se consacrer ainsi à sa passion et son futur métier. 
En 2000, Hugo fait Vice-champion d'Europe junior, Vice-champion de France junior, et termine finaliste en open (toutes catégories).
En 2001, Hugo termine sa dernière année junior et remporte le titre de champion de France junior.
Désormais sponsorisé O’neill et DaKine, Hugo participe aux WQS du monde entier pour se qualifier sur le WCT, circuit d'élite du surf mondial.
En 2012, il est champion de France de surf.
Le 24 avril 2015, il confie au Figaro avoir arrêté de surfer à La Réunion depuis le décès de son ami le champion de bodyboard Mathieu Schiller, tué par un requin en 2011.

## Palmarès
- 2009: O'Neill Surf de Nuit à Anglet.